# Geranium macbridei
Geranium macbridei är en näveväxtart som beskrevs av Carlos Aedo. Geranium macbridei ingår i släktet nävor, och familjen näveväxter. Inga underarter finns listade i Catalogue of Life.